# Luigi Samele
Luigi Samele (Foggia, 25 de julho de 1987) é um esgrimista italiano, medalhista olímpico.
Luigi Samele representou seu país nos Jogos Olímpicos de Verão de 2012. Conseguiu a medalha de ouro no sabre por equipe em 2012. Também conquistou a prata no sabre individual e por equipes em 2020.